# Parc y Scarlets
El Parc y Scarlets (en inglés Scarlets Park ) es un estadio de rugby situado en la localidad galesa de Llanelli, Carmarthenshire, Reino Unido. En 2008, Parc y Scarlets reemplazó a Stradey Park, inaugurado en 1879, como estadio local de los clubes de rugby Llanelli RFC y los Scarlets. Con sus 14.870 asientos, es el sexto estadio más grande de Gales.

## Historia
El Stradey Park del club fue la sede del Llanelli RFC durante aproximadamente 130 años. El 20 de mayo de 2008, el nuevo estadio recibió el nombre oficial de Parc y Scarlets. Los arquitectos de The Miller Partnership fueron seleccionados para el diseño, y la construcción fue encargada a la empresa constructora Andrew Scott Limited en terrenos de propiedad del Consejo del Condado de Carmarthenshire. El coste fue de 23 millones de libras. El primer partido en el estadio lo disputaron el Llanelli RFC y el Cardiff RFC el 15 de noviembre de 2008, el partido de Welsh Premier Division terminó 32-3. Dos semanas después, los Scarlets tuvieron su estreno en el nuevo recinto, en la temporada 2008-09 de la entonces Liga Celta de Rugby (ahora: United Rugby Championship), el equipo local recibió a Munster Rugby. El estadio fue inaugurado oficialmente el 31 de enero de 2009 con el partido de los Scarlets contra los Barbarians (40:24).
En el Torneo de las Seis Naciones 2020, el equipo nacional de rugby de Gales jugó contra Escocia (10:14) en Parc y Scarlets el 31 de octubre. El partido se disputó sin espectadores debido a la pandemia de COVID-19.

## Otros eventos
Además del rugby, el recinto deportivo se utiliza como estadio de fútbol. De 2009 a 2011, la final de la Copa de Gales tuvo lugar en Parc y Scarlets. El Llanelli AFC juega sus partidos como local en el Stebonheath Park, que tiene una capacidad de 3.700 personas, para sus partidos internacionales, el club utiliza Parc y Scarlets. En la primera ronda de clasificación de la UEFA Europa League 2009-10, el AFC se enfrentó al equipo escocés Motherwell FC en el partido de vuelta, el 9 de julio de 2009 (0:3). En la segunda ronda de clasificación de la UEFA Europa League 2011-12, el Llanelli AFC disputó el partido de ida contra el club georgiano FC Dinamo Tbilisi el 14 de julio de 2011. El AFC ganó el partido 2-1, pero perdió el partido de vuelta en Tbilisi 0-5.
Partidos internacionales de fútbol en Parc y Scarlets
La selección nacional de fútbol de Gales ha jugado hasta ahora tres partidos amistosos en el estadio de Llanelli.
- 29 de mayo de 2009: Gales – Estonia 1–0
- 11 de agosto de 2010: Gales – Luxemburgo 5–1
- 15 de agosto de 2012: Gales – Bosnia y Herzegovina 0–2

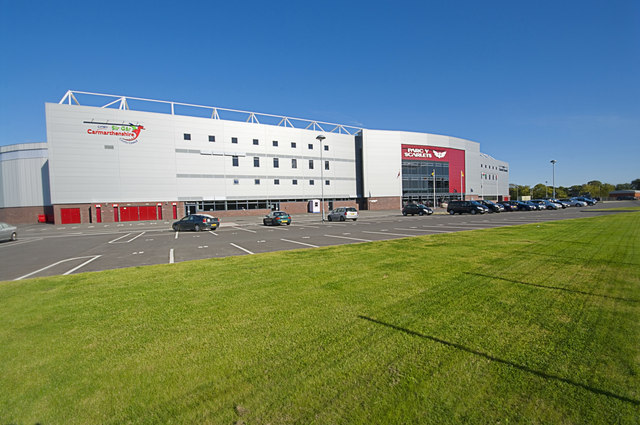
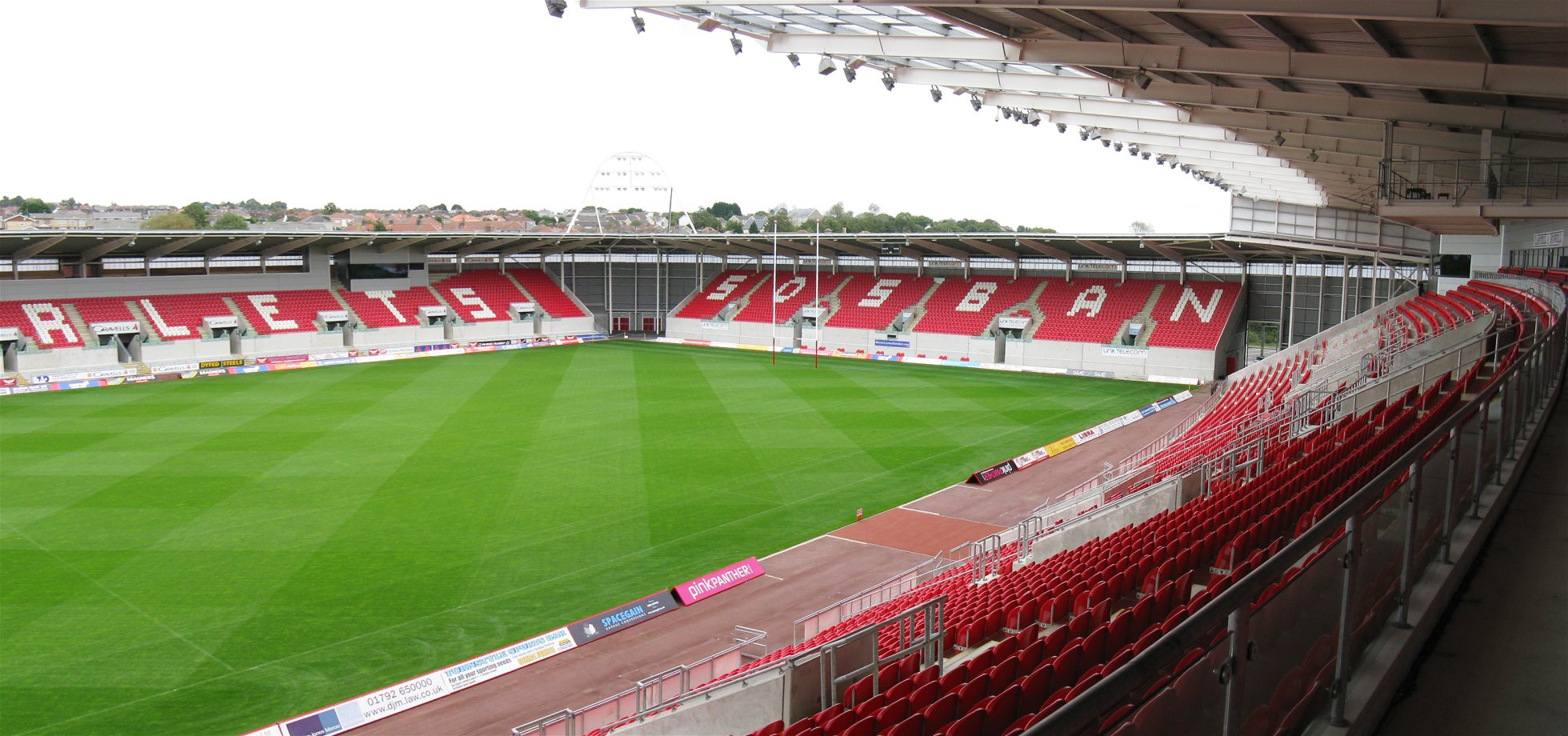